# 大正通
大正通（たいしょうどおり）は、大阪市大正区内を走る道路の一つ。

## 概要
区間は大阪市大正区の大正橋交叉点から同区鶴町四丁目までで、大阪府道173号大阪八尾線・大阪府道5号大阪港八尾線・大阪市道浪速鶴町線のそれぞれ一部に当たる。
通の名を持つものの、大半の区間で南北の道路となっており、東西に走っているのは大正区南部の一部のみである。全体としてアルファベットのJの字の形に走っている。
かつて、大阪市電が走っており、その市電が区内で1967年に廃止された後、1979年に拡幅が完了した。現在は大阪シティバスがバスとしては異例の頻度で運行され、大正区の公共交通を一手に引き受けている。このため、大正橋-大運橋では朝5時 - 翌未明1時の間、全面的に左端車線（左折用の車線がある場所では、左から2番目）がバス専用レーンとなっており、バス停留所では最も左の車線の部分を遮って安全地帯が張り出す形となっている。

## 沿線情報
大正区
- 大阪ドーム（西区）
- 木津川
- 尻無川
- 大正駅
- 大正郵便局
- 大正病院
- 大正区役所
- 大正図書館
- 千島公園（昭和山）
- ときわ病院
- 大正警察署
- 大正消防署
- 大正内港
- クボタ恩加島製作所
- 大阪シティバス鶴町営業所

## 交差する道路
- 上側が北側、下側が南側。左側が西側、右側が東側。
- 交差する道路の特記がないものは市道。

| 交差する道路             | 交差する道路                  | 交差する場所 | 路線番号  |
| ------------------------ | ----------------------------- | ------------ | --------- |
| 府道173号大阪八尾線      |                               |              |           |
| 市道難波境川線           | 市道難波境川線［千日前通＞    | 大正橋       | 府道173号 |
| 市道浪速鶴町線＜大浪通＞ | 市道浪速鶴町線＜大浪通＞      | 三軒家       | 府道173号 |
| 国道43号                 | 国道43号                      | 泉尾         | 府道173号 |
| －（屈折）               | 府道5号大阪港八尾線           | 大運橋       | 府道173号 |
| －（屈折）               | 府道5号大阪港八尾線           | 大運橋       | 府道5号   |
| －（屈折）               | 府道5号大阪港八尾線［海岸通＞ | 鶴町南公園前 |           |
| －（屈折）               | 府道5号大阪港八尾線［海岸通＞ | 鶴町南公園前 | －        |
| 市道浪速鶴町線           |                               |              |           |

## 交通量
2005年度（大阪国道事務所　道の資料室より）
平日24時間交通量（台）
- 大阪市大正区三軒家東1丁目：37,213
- 大阪市大正区鶴町1丁目：17,294
- 大阪市大正区鶴町4丁目：8,576